# Mincovní medaile
Mincovní medaile je medaile, jejíž technické provedení je identické s mincí. Někdy se používá označení medaile mincovního typu.

## Shodné znaky mince a mincovní medaile
Společným znakem pro mince a mincovní medaile je skutečnost, že obě mají tzv. rámeček, tedy zvýšený okraj na aversní i na reversní straně, který plní dvojí účel. Chrání reliéf mince před poškrábáním a umožňuje ono klasické skládání mincí do sloupečků po deseti a více kusech, jak to měli kupci ve zvyku.
„Ražbou mincovního typu se rozumí mince, medaile nebo podobný předmět ražený z lícního a rubového razidla v ražebním kruhu od průměru 10 mm do průměru 50 mm s nízkým reliéfem a zvýšenou obrubou.“[zdroj?]

## Odlišnost mince a mincovní medaile
Na pohled je mincovní medaile k nerozeznání od mince. Odlišnost mezi mincí a mincovní medailí totiž není technického, ale administrativního charakteru. Na minci je vyražena nominální hodnota v nějaké měně, např. v České republice je to hodnota v českých korunách. Na mincovní medaili nominál není uveden. Mince je měnou, medaile není. Pokud je mincovní medaile vyrobena z drahých kovů, je na ní patřičná puncovní značka. Na minci se puncovní značka neuvádí, neboť její ryzost je garantována zákonem. Rozdělení na mince a mincovní medaile odráží identitu emitenta. Mince vydává (rozhoduje o emisi) banka, o vydání mincovní medaile rozhoduje sama mincovna, která její ražbu provádí. V České republice vydává mincovní medaile Česká mincovna a Pražská mincovna. Emisní program obou mincoven se liší.

## Užití slova mince vČesku
Přestože z technického pohledu není mezi mincí a mincovní medailí rozdíl, nelze mincovní medaile zjednodušeně označovat slovem mince. Užití samotného slova mince je v českém právním řádu vymezeno zákonem o České národní bance (§ 21 odst. 2): Nikdo nesmí při označení nebo popisu žetonu, medaile nebo podobného předmětu v souvislosti s jejich nabízením, prodejem nebo jiným rozšiřováním použít slovo „mince“.